# Кенду (Муреш)
Кенду (рум. Chendu) насеље је у Румунији у округу Муреш у општини Балаушери. Oпштина се налази на надморској висини од 330 m.

## Становништво
Према подацима из 2002. године у насељу је живело 1511 становника.

### Попис2002.
| Расподела становништва по националности 2002.‍ | Расподела становништва по националности 2002.‍ | Расподела становништва по националности 2002.‍ | Расподела становништва по националности 2002.‍ | Расподела становништва по националности 2002.‍ |
| --------------------------------------------- | --------------------------------------------- | --------------------------------------------- | --------------------------------------------- | --------------------------------------------- |
|                                               |                                               |                                               |                                               |                                               |
| Румуни                                        | Румуни                                        |                                               | 11                                            | 0,7%                                          |
| Мађари                                        | Мађари                                        |                                               | 1.420                                         | 94,0%                                         |
| Роми                                          | Роми                                          |                                               | 80                                            | 5,3%                                          |